# Кубок Таджикистану з футболу 2020
Кубок Таджикистану з футболу 2020  — 29-й розіграш головного кубкового футбольного турніру у Таджикистані. Титул володаря кубка вдруге здобув Равшан (Кулоб).

## Календар
| Раунд            | Дата               | Матчі | Клуби   |
| ---------------- | ------------------ | ----- | ------- |
| Попередній раунд | 7-8 липня 2020     | 6     | 22 → 16 |
| 1/8 фіналу       | 1-3 серпня 2020    | 8     | 16 → 8  |
| 1/4 фіналу       | 13-15 вересня 2020 | 4     | 8 → 4   |
| 1/2 фіналу       | 22-23 вересня 2020 | 2     | 4 → 2   |
| Фінал            | 18 жовтня 2020     | 1     | 2 → 1   |

## 1/8 фіналу
| Команда 1          | Рахунок | Команда 2       |
| ------------------ | ------- | --------------- |
| 1 серпня 2020      |         |                 |
| Душанбе-83         | 0:1     | Регар-ТадАЗ     |
| Файзканд           | 1:2 дч  | Хатлон          |
| Худжанд            | 0:3     | Куктош          |
| Равшан (Кулоб)     | 3:2 дч  | Куктош          |
| Баркчи             | 1:2     | Локомотив-Памір |
| Істаравшан         | 3:1 дч  | ЦСКА-Памір      |
| Равшан (Зафаробод) | 1:4     | Есхата          |
| Істіклол           | 11:0    | Мохір           |

## 1/4 фіналу
| Команда 1       | Рахунок      | Команда 2   |
| --------------- | ------------ | ----------- |
| 13 вересня 2020 |              |             |
| Есхата          | 0:1          | Хатлон      |
| Равшан (Кулоб)  | 4:2 дч       | Істіклол    |
| 15 вересня 2020 |              |             |
| Локомотив-Памір | 2:4          | Регар-ТадАЗ |
| Істаравшан      | 1:1 пен. 5:4 | Куктош      |

## 1/2 фіналу
| Команда 1       | Рахунок | Команда 2   |
| --------------- | ------- | ----------- |
| 22 вересня 2020 |         |             |
| Равшан (Кулоб)  | 1:0     | Регар-ТадАЗ |
| 23 вересня 2020 |         |             |
| Хатлон          | 2:0     | Істаравшан  |

## Фінал
| Команда 1      | Рахунок | Команда 2 |
| -------------- | ------- | --------- |
| 18 жовтня 2020 |         |           |
| Равшан (Кулоб) | 1:0     | Хатлон    |